# Servidor
Un servidor en informàtica és un maquinari equipat d'un programari capaç de rebre peticions d'altres màquines i donar-hi les respostes.
El gestor d'un sistema pot atribuir a qualsevol ordinador la funció de servidor excepte per a xarxes petites (amb menys de deu ordinadors), on s'hi dedica un ordinador en particular. En molts casos, un únic equip pot contenir diversos processos (coneguts com a dimonis o daemon en anglès) que ofereixen aleshores diversos serveis. En cas que els serveis necessitin una gran capacitat de processament, poden requerir i disposar de diverses màquines per executar un sol servei.
A part de la millora de rendiment, un altre avantatge de fer servir un servidor dedicat és l'augment de la seguretat informàtica i una permanència: en engegar un maquinari client (un ordinador d'escriptori, una màquina integrada en un sistema de fabricació industrial...) pot connectar-se al servidor, que normalment funciona sense interrupció, 24 hores per dia. Els servidors operen sota l'arquitectura de client-servidor. Els servidors són programes que responen a les peticions d'altres programes, els clients. Per exemple un servidor web, respon amb una plana web qualsevol petició que li fem mitjançant el navegador web. Segons les necessitats, el servidor pot fer part de la xarxa interna de l'organització o pot ser accessible des d'Internet per tota mena de clients.
Els tipus de servidors més habituals són bases de dades, els de fitxers, els de correu, d'impressió, de web, de joc i de programari.

## Ús
Tècnicament un servidor és tot equip que comparteix recursos amb altres equips, que fan de clients. Al món del maquinari es coneix com a servidor, l'equip informàtic dissenyat per hostatjar programari que ofereix serveis a altres sota condicions de demanda d'informació molt superiors a les habituals en un equip personal. Per tal de garantir el servei sota aquestes condicions de gran demanda, els servidors disposen de més unitats centrals de processament (CPU), més memòria RAM, més connectivitat discos durs, etc. que els equips personals.
L'ús de servidors es va popularitzar a la dècada dels anys 1990, per donar servei als equips personals dins una mateixa companyia (eren els coneguts com a ordinadors centrals). Avui han evolucionat de manera increïble, gràcies als avanços tècnics de la informàtica i també a l'expansió d'Internet.

## Maquinari
Per la diversitat de les seves tasques, tots els servidors no comparteixen uns requeriments quant al hardware o maquinari que han de fer servir. Solen disposar de més recursos de processament i memòria que un equip personal. A més d'això, poden disposar de components específics per a millorar les seves funcions. Per exemple diversos processadors, controladors per diversos discs, targetes de xarxa amb diversos ports o a velocitats superiors a les habituals, etc.
A més, alguns dels components de servidors estan preparats per fer connexions en calent. Això vol dir que poden extreure’s i tornar-se a connectar sense apagar completament l'equip. En canvi, hi ha components habituals en els equips personals que no necessàriament són presents als servidors. Per exemple les controladores de gràfics o so, ja que difícilment els usarem directament.

## Sistema operatiu
El sistema operatiu (S.O.) de servidor no sol assemblar-se gaire al d'un equip personal. Mentre l'un està destinat a l'ús de tota mena d'usuaris, amb diferents capacitats tècniques, i per tant, facilitar-ne d'ús. Els sistemes operatius de servidor, han de garantir el rendiment de les màquines i la màxima gestió dels recursos disponibles. Això si, aquestos S.O. són per usuaris amb un nivell tècnic alt. Per aquest motiu és comú que els sistemes operatius de servidor no disposen d'interfície gràfica, o aquesta sigua opcional i, per tant, siguin administrats directament per línia d'ordres.
Sovint quan es gestionen diversos servidors, com en el cas dels centres de processament de dades, data center en anglés, s'utilitza alguna eina que permet gestionar de manera remota tots els servidors disponibles. Això permet als administradors d'aquestes infraestructures un millor aprofitament dels recursos, en poder variar-los fàcilment en funció de les necessitats d'aquell moment. És habitual que la demanda d'ús en aquestos centres sigua molt diversa i varie en funció del temps.